# Kabinett Fagerholm III

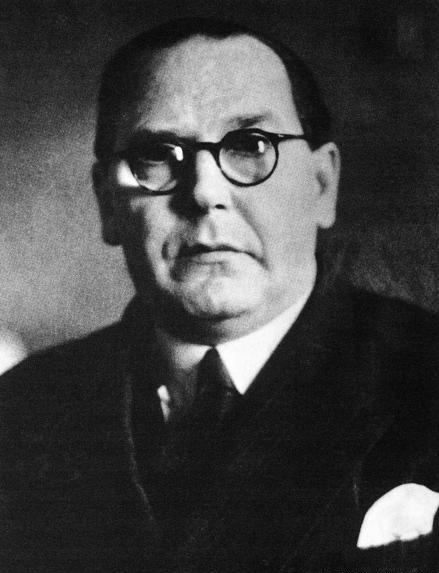
Karl-August Fagerholm, 1958

Das Kabinett Fagerholm III war das 44. Regierungskabinett in der Geschichte der Republik Finnland. Es amtierte vom 29. August 1958 bis zum 13. Januar 1959 (138 Tage). Ihm gehörten zunächst 15 Minister in 17 verschiedenen Ressorts an.
Der Sozialdemokrat Karl-August Fagerholm führte eine mehrheitsfähige Regierung aus Sozialdemokraten, Landbund, der konservativen Sammlungspartei, Volkspartei und Schwedischer Volkspartei. Damit waren lediglich die Volksdemokraten und eine Abspaltung der Sozialdemokratischen Partei nicht an der Regierung beteiligt. Es war die erste Regierung nach den Parlamentswahlen vom Juli 1958, bei der die linksgerichteten Volksdemokraten die Sozialdemokraten als stärkste Kraft ablösten und knapp vor diesen und dem Landbund die stärkste Fraktion stellten. Nach den Wahlen überging Staatspräsident Urho Kekkonen die Volksdemokraten bei der Beauftragung zur Regierungsbildung und beauftragte stattdessen Fagerholm. 
Bereits im Dezember 1958 zeichnete sich das Ende der Regierung ab, als die Kabinettsmitglieder des Landbundes aus Protest gegen die überwiegend prowestliche Außenpolitik Fagerholms, die zu Wirtschaftssanktionen seitens der Sowjetunion geführt hatte, ihren Rücktritt erklärten.
Nachfolger Fagerholms wurde der Landbundpolitiker Vieno Sukselainen, der bis zum Sommer 1961 einer Regierung aus Landbund und Schwedischer Volkspartei vorstand.

## Minister
| Amt                                             | Zeitraum                            | Name                  | Partei                               |
| ----------------------------------------------- | ----------------------------------- | --------------------- | ------------------------------------ |
| Ministerpräsident                               | 29. August 1958 – 13. Januar 1959   | Karl-August Fagerholm | Sozialdemokratische Partei Finnlands |
| Stellvertr. Ministerpräsident                   | 29. August 1958 – 4. Dezember 1958  | Johannes Virolainen   | Landbund                             |
| Stellvertr. Ministerpräsident                   | 4. Dezember 1958 – 13. Januar 1959  | Onni Hiltunen         | Sozialdemokratische Partei Finnlands |
| Außenminister                                   | 29. August 1958 – 4. Dezember 1958  | Johannes Virolainen   | Landbund                             |
| Außenminister                                   | 4. Dezember 1958 – 13. Januar 1959  | Karl-August Fagerholm | Sozialdemokratische Partei Finnlands |
| Justizminister                                  | 29. August 1958 – 13. Januar 1959   | Sven Högström         | Schwedische Volkspartei              |
| Innenminister                                   | 29. August 1958 – 13. Januar 1959   | Atte Pakkanen         | Landbund                             |
| Verteidigungsminister                           | 29. August 1958 – 13. Januar 1959   | Toivo Wiherheimo      | Nationale Sammlungspartei            |
| Finanzminister                                  | 29. August 1958 – 13. Januar 1959   | Päiviö Hetemäki       | Nationale Sammlungspartei            |
| Stellvertr. Finanzminister                      | 29. August 1958 – 13. Januar 1959   | Mauno Jussila         | Landbund                             |
| Bildungsminister                                | 29. August 1958 – 13. Januar 1959   | Kaarlo Kajatsalo      | Volkspartei Finnlands                |
| Landwirtschaftsminister                         | 29. August 1958 – 14. November 1958 | Martti Miettunen      | Landbund                             |
| Landwirtschaftsminister                         | 14. November 1958 – 13. Januar 1959 | Urho Kähönen          | Landbund                             |
| Stellvertr. Landwirtschaftsminister             | 29. August 1958 – 13. Januar 1959   | Niilo Kosola          | Nationale Sammlungspartei            |
| Verkehrs- und Infrastrukturminister             | 29. August 1958 – 13. Januar 1959   | Kustaa Eskola         | Landbund                             |
| Stellvertr. Verkehrs- und Infrastrukturminister | 29. August 1958 – 13. Januar 1959   | Olavi Lindblom        | Sozialdemokratische Partei Finnlands |
| Handels- und Industrieminister                  | 29. August 1958 – 13. Januar 1959   | Onni Hiltunen         | Sozialdemokratische Partei Finnlands |
| Stellvertr. Handels- und Industrieminister      | 29. August 1958 – 13. Januar 1959   | Toivo Wiherheimo      | Nationale Sammlungspartei            |
| Sozialminister                                  | 29. August 1958 – 13. Januar 1959   | Väinö Leskinen        | Sozialdemokratische Partei Finnlands |
| Stellvertr. Sozialminister                      | 29. August 1958 – 13. Januar 1959   | Rafael Paasio         | Sozialdemokratische Partei Finnlands |

## Verteilung
Ämter:
| Partei           | Beginn | Ende |
| ---------------- | ------ | ---- |
| Landbund         | 6      | 4    |
| Sozialdemokraten | 5      | 7    |
| Sammlung         | 4      | 4    |
| Schweden         | 1      | 1    |
| Volkspartei      | 1      | 1    |
|                  |        |      |
| Gesamt           | 17     | 17   |

Minister:
| Partei           | Beginn | Ende |
| ---------------- | ------ | ---- |
| Landbund         | 5      | 4    |
| Sozialdemokraten | 5      | 5    |
| Sammlung         | 3      | 3    |
| Schweden         | 1      | 1    |
| Volkspartei      | 1      | 1    |
|                  |        |      |
| Gesamt           | 15     | 14   |

Die Unterschiede ergeben sich aus der zweifachen Amtsführung von Johannes Virolainen, Toivo Wiherheimo, Onni Hiltunen und Karl-August Fagerholm.